# Basarab (stacja metra)
Basarab – stacja metra w Bukareszcie, na linii M1 i M4. Stacja została otwarta w 1992.